# Сава Ковачевић
Сава Ковачевић (Нудо, код Никшића, 25. јануар 1905 — Врбница, код Фоче, 13. јун 1943) био је комунистички револуционар, учесник Народноослободилачке борбе и народни херој Југославије.
Одрастао је у родном селу, где се бавио пољопривредом, а као младић је најпре радио као шумар, а потом краће време у руднику Трепча и у штампарији у Београду. Веома рано, преко старијег брата револуционара Николе Ковачевића, приступио је револуционарном комунистичком покрету и 1925. постао члан илегалне Комунистичке партије Југославије (КПЈ). Од 1928. био је члан Месног комитета КПЈ за Грахово, а од 1934. и члан Окружног комитета КПЈ за Никшић. Исте године је изабран за секретара МК КПЈ за Грахово, а 1937. за члана Покрајинског комитета КПЈ за Црну Гору, Боку, Санџак и Косово и Метохију. У току 1937. и 1938. био је један од руководилаца Радничко-сељачке странке у Црној Гори.
Због револуционарног рада, више пута је хапшен и прогањан од полиције, а два пута је извођен пред Државни суд за заштиту државе. Скривајући се од полиције, око годину дана провео је у илегалности. Пред почетак Другог светског рата у Југославији, био је ангажован на стварању партијских организација, међу припадницима Југословенске војске у Требињу и Билећи.
Јула 1941. био је један од организатора устанка у никшићком крају, а од јесени исте године и командант Никшићког партизанског одреда, с којим је дејствовао на подручју Црне Горе и Херцеговине, од Боке которске до Гацка и од Острога до Дубровника. Почетком 1942. именован је за команданта Привременог оперативног штаба за Херцеговину, а у априлу за заменика команданта Главног штаба НОП одреда Црне Горе. Од маја 1942. био је члан Врховног штаба НОП и ДВЈ, а од јуна 1942. командант Пете пролетерске црногорске ударне бригаде, с којом је учествовао у борбама против усташа, четника и Италијана у Херцеговини и централној Босни, као и у бици на Неретви, почетком 1943. године. Маја 1943. добио је чин пуковника НОВЈ, а у току битке на Сутјесци, јуна 1943. именован је за команданта Треће ударне дивизије.
Погинуо је 13. јуна 1943. предводећи јуриш својих бораца, приликом покушаја пробоја немачког обруча у близини села Врбница, код Фоче. Заједно са њим у јуришу су погинули његов отац, брат и малолетни синовац Драган, који му је био курир. За народног хероја Југославије проглашен је 6. јула 1943, а Савино Село, код Врбаса носи име у његову част.

## Биографија

### Породица и одрастање
Рођен је 25. јануара 1905. у селу Нудо, у близини Грахова, код Никшића. Потицао је из сиромашне земљорадничке породице и био најмлађе дете Благоја и Јоване Ковачевић, рођене Перовић, који су у Грахову и околини, били познати по надимку „Мизаре”. Савино детињство било је обележено Балканским и Првим светским ратом, као и аустроугарском окупацијом. Основну школу је од 1912. до 1916. учио у суседном селу Заслап, јер у његовом селу није било школе. Пошто породица није имала средстава за га даље школује, иако им је то предлагао његов учитељ, Сава је остао у селу и након завршене школе се и бавио земљорадњом.
Савин старији брат Никола Ковачевић, који је у Београду похађао Учитељску школу, био је присталица њиховог даљег рођака Марка Даковића, који се залагао за уједињења Црне Горе и Србије и био један од водећих опозиционара краљу Николи Петровићу. Једном приликом заједно са Даковићем, били су хапшени Савин отац Благоје и брат Никола. За време окупације Црне Горе, Никола Ковачевић је због сукоба са аустроугарском окупационом политиком био у затвору, а за време Божићне побуне јануара 1919. је као познати присталица уједињења био заробљен од „зеленаша” и осуђен на смрт. Није био убијен, али је касније у једној зеленашкој заседи рањен у ногу. Потичући из породице, која је активно подржавала уједињење са Србијом, Сава Ковачевић се изјашњавао као Србин, и није признавао Црногорце за посебну нацију, због чега је дошао у сукоб са руководством Покрајинског комитета КПЈ за Црну Гору.
Никола се касније повезао са комунистом Јованом Томашевићем и 1920. постао члан Комунистичке партије Југославије (КПЈ). Убрзо након тога, постављен је за повереника КПЈ у Грахову и кандидата за народног посланика у никшићком округу на изборима за Уставотворну скупштину. Пошто је освојио највише гласова и био изабран за народног посланика, отпуштен је из учитељске службе. У потрази за послом, отишао је у Београд, али је одатле као комуниста био протеран, након доношења Закона о заштити државе августа 1921. године. Доласком у Грахово, пошто се није могао запослити као учитељ, одлучио је да формира курсеве за гимназију, на којима је ученицима држао предавања из историје, географије, књижевности и др. Кроз ову „приватну школу” прошло је око 100 ученика, а један од полазника је био и његов брат Сава, који је ово видео као прилику да надокнади пропуштено знање пошто се није могао школовати. С посебном пажњом Сава је проучавао књиге о пољопривреди, а посебно воћарству и виноградарству и трудио се да у пракси примени нова сазнања. Пошто је успешно решио наводњавање винограда, брзо је у селу стекао репутацију доброг пољопривредника. Крчио је ледине и садио винограде и друго воће, а бавио се и калемљењем воћака.
Преко брата, добио је прва сазнања о Октобарској револуцији у Русији и комунизму, па се још као петнаестогодишњак, 1920. определио за револуционарни комунистички покрет. Тада је почео да се интересује и за револуционарну марксистичку литературу, а читао је и Лењиново дело Држава и револуција. Такође, пратио је и радничку штампу, до које је долазио преко брата. Поред тога читао је и друге књиге, а посебно је волео књигу Мати Максима Горког.

### Први послови и војска
Када је одрастао, Сава је схватио да се не може живети од скромне пољопривреде, па је потражио посао. Као шумски радник се запослио у загребачкој фирми „Омбли“ за експлоатацији дрвета у Бијелој гори. Физички веома јак, самостално је обарао столетна стабла. Брзо је осетио тежину радничког живота, истовремено гледајући како одлазе огромна стабла из граховских шума, која су била једино богатство овог краја. Од тешко зарађеног новца, куповао је књиге и радио на свом дошколовавању. Иако веома млад, у току слободног времена је другим радницима објашњавао циљеве радничког покрета и причао о радничкој борби и штрајковима. Када је 1925. напунио двадесет година примљен је у чланство тада илегалне Комунистичке партије Југославије (КПЈ), у којој је његов брат Никола Ковачевић био секретар Обласног комитета КПЈ за Подгорицу. Исте године, Сава је шумским радницима у Бијелој гори, одржао свој први политички говор, због чега је дошао у сукоб са полицијом.
Године 1927. отишао је на одслужење војног рока у артиљеријски пук у Мостару. Овде се јавила његова љубав према топовима, а на вежбама свог пука је био изабран за најбољег стрелца. Када је отишао у војску, полиција је о њему послала податке са квалификацијом да је „комунистички бунџија”, па је морао обуздавати свој темперамент како не би запао у невоље. Одговорно је обављао војничке дужности, а примерном дисциплином је успео да код претпостављених отклони сумње од полицијских претњи. Као примерном војнику и најбољем стрелцу, понуђено му је да похађа Подофицирску школу, али је он то одбио и у замену прихватио да ради као писар у Штабу пука.
Након одслужења војног рока, 1928. запослио се у шумском газдинству, где је свако вече са радницима причао о радничком покрету, радничкој борби, штрајковима, комунизму, Совјетском Савезу и др. Крајем исте године изабран је у руководство организације КПЈ у Грахову. Због сукоба са управом шумског газдинства у Бијелог гори, вратио се кући и заједно са сељацима почео да обрађује дрвену грађу. Савин брат Никола, у то време познати црногорски револуционар и члан Централног комитета КПЈ, био је на сталном удару полиције, па је по одлуци руководства КПЈ 1928. емигрирао у Совјетски Савез. Он је тада Сави оставио своју богату библиотеку, који је још енергичније почео да се бави својим политичким образовањем.
Поред библиотеке, Никола је Сави и осталим члановима породице, оставио и бригу о својој супрузи Љубици и деци — Митру, Вјери и тек рођеном Драгану. У потрази за бољим послом, али и због сталне полицијске потраге, која га је као комунисту и брата познатог револуционара, прогонила посебно након увођења Шестојануарске диктатуре, Сава је одлучио да промени средину. Крајем 1929. године је отишао на Косово, где се запослио у руднику Трепча. Овде је најпре радио на монтажи жичаре која је повезивала рудник Стари трг са топионицом олова и цинка у Звечану, а потом и кратко као рудар. Био је један од највреднијих радника и брзо је стекао симпатије других радника, посебно након сукоба са једним инжењером који се лоше односио са радницима. Иако је након сукоба инжењер променио свој однос према радницима, ово је био повод да руководство рудника почне да мотри на Савино деловање, посебно јер је у недостатку синдикалних организација, које су биле суспендоване након увођења диктатуре, радио на организовању радника. Недуго потом Сава је био ухапшен и спроведен у Вучитрн, где је саслушаван три дана, али пошто полиција није имала никаквих конкретних доказа против њега био је пуштен.
Пошто је након хапшења, изгубио посао у Трепчи, Сава је накратко боравио код сестре Плане у селу Старо Гацко, а 1931. године је отишао у Београд и запослио се у штампарији листа „Време”, где је радио веома тежак посао топљења олова. Убрзо по преласку у Београд, Сава је позвао свог петнаестогодишњег братића Митра да му се придружи, па су становали заједно у Поп Лукиној улици. Пошто је рад у штампарији био изузетно тежак, али и опасан по здравље, јер је ваздух у штампарији био пун оловних испарења, Сава је након три месеца напустио овај посао и запослио се на изградњи Савског моста. Због своје снажне конституције и велике снаге радио је на ксенонима новог моста. Ово је био веома опасан, али и добро плаћен посао. Током боравка у Београду, Сава се повезао са радничким покретом, па је скоро свакодневно након посла одлазио у Раднички дом на Славији, где је слушао разна предавања. Београдска полиција је из Вучитрна добила информације о Савином политичком деловању, па га је пратила и прогонила. Једног дана је упала у његов стан и извршила претрес, након кога је ухапсила Саву и Митра и спровела их у „Главњачу”, затвор Управе града Београда. Након дужег ислеђивања, били су као „бунтовници и непожељни елементи” осуђени на 27 дана затвора и протеривање из Београда. Њихово спровођење из Београда до Чапљине трајало је пуних 17 дана. Спровођени су пешке, од једне до друге жандармеријске станице, због чега су се у Чапљини одлучили на штрајк глађу, након чега су спроведени у Грахово.

### Политичко деловање
Након протеривања у родно место, 1931. године Сава се нашао под надзором полиције, па је он отишао у Бијелу Гору, где се поново запослио на експлоатацији дрвета. У то време изграђиван је пут Грахово–Цетиње, а на његовој изградњи је учествовало стотињак радника, из свих крајева земље, а највише је било Личана. Преко илегалне организације Комунистичке партије која је деловала у Грахову, Сава је предлагао да комунисти треба политички делују међу радницима на изградњи пута, након чега се одређени број локалних комуниста запослио на изградњи пута. Они су тада почели са ширењем комунистичке пропаганде међу радницима — читали су им новине, књиге, брошуре и др, па је убрзо био организован раднички штрајк. Сава се посебно ангажовао на организовању штрајка, а граховска партијска организација је помагала штрајкаче и организовала снабдевање хране за штрајкаче који нису били из овог краја. Услед добре организације, штрајкачи су остали упорни и штрајк се одужио на месец и по дана. Како би заплашио раднике и сломио штрајк, срески начелник је са одредом жандарма дошао међу штрајкаче. На челу групе радника, Сава их је сачекао и вербално се сукобио с начелником. Жандарми су потом ухапсили седморицу радника, који су били означени као вође штрајка. Након овога, Сава је окупио раднике и мештане, њих око 300 и наоружане крамповима и лопатама их повео као жандармеријској станици. Суочен с великом масом света, срески начелник је био принуђен да из затвора пусти седморицу ухапшених радника. Ова успешно организована акција имала је велики одјек, не само међу радницима-штрајкачима, већ и међу мештанима околних села, код којих је све више растао Савин углед као народног трибуна.
Почетком 1930-их година дошло је до обнављања партијских организација у Црној Гори, а највећи акценат стављан је на организовање омладине. Како би се што више омладинаца укључило у комунистички покрет, били су организовани заједнички састанци граховске организације са организацијама из Боке которске и источне Херцеговине. Као један од главних видова окупљања младих биле су легалне организације које су организовале разне скупове и прославе. Године 1932. на сахрани Николе Вујачића у Грахову Сава је одржао свој први већи говор, а исте године је говорио и на традиционалном скупу народа и омладине у Бијелој Гори, где су се на некадашњем месту окупљања народних борца који су дизали устанке и буне, окупљали народ и омладина из Грахова, Боке и Требиња. Године 1934. Сава је постао секретар Месног комитета КПЈ за Грахово и члан Окружног комитета КПЈ за Никшић. Његова политичка активност, као и активност партијске организације у Грахову, није била непримећена од стране полиције, па је жандармеријска станица у том месту све више расла. За њеног командира је уместо наредника био остављен официр, а имала је и све већи број жандарма. Присмотра и праћење свих полицији сумњивих људи је било све активније, а Сава је неколико пута био привођен. Пошто је сукоб између Саве и полиције био све отворенији, он је од групе инжењера који су обележавали топографске знакове узео црвену фарбу и на плочи у близини његове куће написао паролу „Живео СССР” и нацртао срп и чекић. Полиција је знала да је Сава написао паролу, али за то није имала доказе, јер су шумски радници потврдили да се он налазио с њима у Бијелој Гори. Пошто нису могли да ухапсе Саву, жандари су ухапсили његовог оца Благоја, који је потом био осуђен на казну од 700 динара, а како није могао да је плати, морао је да одлежи одређено време у затвору у Никшићу.
У циљу јачања партијске организације и ширења политике Комунистичке партије, Сава је користио сваку прилику да јавно иступа међу сељацима. Ова прилика му се најчешће указивала приликом пазарног дана у Грахову, када је у њега долазило доста сељака из околних места. Једном приликом, током 1935. године, Сава је у ранијем договору са скојевском организацијом, организовао да скојевци сељацима деле забрањени лист „Народна правда”. Жандарми су на ово реаговали и почели да сељацима отимају из руку новине, након чега је дошло до гужве. Сава је ово искористио и почео да говори окупљенима о бесправљу и терору, као и потреби широких народних маса да таквој политици стане на пут. Његов громки глас одјекивао је пијацом и привлачио пажњу сељака и других окупљених грађана. Иако у говору није директно помињао комунисте, ни Комунистичку партију, сви присутни су знали у чије име он говори. Жандарми нису смели да га прекину у држању говора, јер су знали да сељаци имају велике симпатије према њему и да су спремни да им пруже отпор, а приликом овог збора било је прикупљено на стотине потписа за ослобађање ухапшених комуниста. Неколико дана касније Сава је био ухапшен због овог иступања на пијаци. Уочи парламентарних избора, маја 1935. године заједно са представницима опозиционих грађанских партија граховски комунисти су организовали велики народни збор. Такође, група комуниста из Грахова учествовала је септембра 1935. године на великом народном збору у Никшићу.
Заједно са правником и комунистом Николом Ђурковићем из Херцег Новог, Сава је 13. октобра 1935. године организовао омладински скуп у селу Драгаљу, код Котора. У сарадњи са Бранком Булајићем и Павлом Ковачевићем, Сава је крајем октобра организовао покретање илегалног листа „Инструктор”, који је био орган Месног комитета КПЈ за Грахово. Први број био је штампан на шест страна у 30 примерака, а уводник О Великој октобарској револуцији написао је Павле Ковачевић, док је Сава написао чланак о раду партијске организације, са посебним освртом на одржани омладински скуп на Драгaљу. У другом броју листа, Павле је објавио чланак „Тактика и стратегија наше Партије”, а Сава чланак „Рад чланова КПЈ на селу”. Трећи и последњи број изашао је почетком 1936. године, а у њему је био објављен уводник „Држање пред класним непријатељем”.

### Одметништво и суђење
Ноћу између 23. и 24. ов. м. побјегли су од својих кућа у непознатом правцу опасни комунисти из Грахова, среза никшићког: Ковачевић Павле, студент права, стар 31 годину, висок 168, коса црна, обрве црне, браду и бркове брије... Ковачевић Сава, тежак из Грахова, стар 31 годину, висок 170 cm, коса и обрве црне, бркови црни штуцовани... Ковачевић Јован, стар 33 године, коса и обрве пепељасте, бркове и браду брије... Наређујем да се распише потрага за истима и у случају налаза исте ухапсити и под јаком стражом упутити Предстојништву градске полиције Дубровник.

Телеграм среског начелника из Никшића среским жандармеријским станицама, 
Марта 1936. године полиција је приликом провале у партијску организацију КПЈ у Загребу успела да дође до једног извештаја Покрајинског комитета КПЈ за Црну Гору, у коме је био изнесен податак да на територији овог Покрајинског комитета, односно на терену Црне Горе, Боке Которске и Косова и Метохије делује 610 чланова КПЈ у 143 партијске организације („ћелије”). Након тога током априла полиција је успела да изврши велику провалу у ову партијску организацију и да ухапси скоро половину чланства, њих око 300. Најпре је откривен Покрајински комитет, чије је седиште било на Цетињу, а потом је откривено и седам окружних комитета, у Никшићу, Подгорици, Котору и др, а како се повећавао број ухапшених, тако се и провала све више ширила. Двојица браће Вујачића, који су као столари радили на поправци зграде градске поште у Грахову, успели су крајем априла 1936. године да сазнају да је командир жандармеријске станице добио наређење од среског начелника из Никшића да се похапсе сви истакнути комунисти из Грахова. Након сазнања ове вести један од браће је отишао до куће Павла Ковачевића и упозорио га. Павле је потом, упозорио двојицу својих рођака — Јована Ковачевића Брђу и Саву Ковачевића. На предлог Павла Ковачевића, који је као студент више пута био хапшен у Београду и као комуниста осуђен на пет година затвора, а потом из Загреба био протеран у родно место, одлучили су да се не предају полицији и да се одметну у шуму. Њихов план је био да се крију од полицијских органа све до краја истраге, како би се потом директно предали судским органима и на тај начин избегли малтретирање и полицијску тортуру.
Иако замишљено као привремено, њихово одметништво трајало је пуних девет месеци. Првих неколико ноћи провели су у пећини код Бојањег брда, између Грахова и Нудола. Потом су прешли у пећину, код засеока Горња Спила, где се у близини налазила кућа њихових рођака, који су им ноћу кришом доносили храну. У току лета, боравили су код једног сељака и помагали му да прикупи летину. Том приликом их је открила и изненадила једна жандармеријска патрола. Пошто су се жандарми плашили да ухапсе Саву, с њим су отпочели преговоре око предаје, а на преговоре је позван и командир жандармеријске станице. Како је он, супротно претходном договору, на преговоре уместо сам кренуо с већом групом жандарма, Сава и његови рођаци су након добијања ове информације поново одметнули. Тада је за њима отпочела неуспела петнаестодневна потрага у којој је учествовало 80 жандарма. Народ околних села није желео да жандармима да било какву информацију о Сави и његовим рођацима, а временом су симпатије народа према одметницима биле све веће па су о њима почеле да се испредају легенде.
Због масовних хапшења и одвођења у Дубровник, где су вршена мучења ухапшених комуниста, била је узнемирена јавност у Црној Гори, па је за 26. јун 1936. године био сазван протестни збор на Цетињу. Власт је овај збор забранила, али се упркос забрани на Бeлвeдеру, у близини Цетиња окупило око 3.000 људи. Током одржавања збора, војска и жандармерија су опколиле околна брда, па је приликом разилажења учесника дошло до сукоба у којима убијено шест, а рањено 30 демонстраната. Након Белведерских демонстрација, јавност је још више била узнемирена, па су власти настојале да смире ситуацију. У циљу смиривања ситуације, власти су настојале и да правди приведу тројицу одметника из Грахова. После више неуспешних потера, полицијски писар Лакићевић је новембра 1936. године дошао у кућу породице Ковачевић и Савиној снаји Љубици предложио да одметнике позове на предају, а да ће им он помоћи да се предаја изврши директно суду, а не преко жандарма. Након примања ове информације, Сава је првобитно био неповерљив, али ускоро је стигао и званични предлог среског начелника, који је у Грахово донео полицијски писар Јован Булајић. Неколико дана касније догодио се тајни сусрет између Булајића и тројице одметника, током кога су се они одлучили на предају, па су се сутрадан на уговореном месту укрцали у камион, који их је пребацио до суда у Никшићу.
Након недељу дана били су спроведени у Сарајево, где су заједно са другим ухапшеним комунистима боравили у истражном затвору. Сава је био у заједничкој соби, са групом комуниста који су били оптужени с њим, па су се могли договорити око припреме одбране. Међу затвореницима је био и Светозар Вукмановић, који је такође био ухапшен у овој великој провали. На Савин предлог, политички-затвореници су организовали предавања из марксизма-лењинизма и учење политичке теорије, које су углавном водили Павле Ковачевић и Светозар Вукмановић, као и политичке дискусије. После два месеца група од 12 оптужених, међу којима и Сава је била пребачена у Београд. Пошто је затвор суда за заштиту државе на Ади Циганлији био пун, група ухапшених је била смештена у затвору Окружног суда на почетку Александрове улице. Према „Закон о заштити јавне безбедности и поретка у држави”, који је донет 1. августа 1921. године и којим је дефинитивно био забрањен легалан рад Комунистичке партије Југославије, Сава је био оптужен — „за припадање забрањеној Комунистичкој партији, за активност против поретка, за ширење комунистичке штампе, за злочин против јавне безбедности и поретка у држави”. За ова дела добијала се вишегодишња робија, али Сава у току истраге није признао ништа за шта су га теретили, изузев да је „симпатизер комунистичког покрета”. Суђење пред Државним судом за заштиту државе одржано је у Београду фебруара 1937. године, а Сава је на њему, услед недостатка доказа, био ослобођен.

### Револуционарни рад
У току одметништва, Сава и Павле Ковачевић су као секретар и члан Месног комитета КПЈ за Грахово и чланови Окружног комитета КПЈ за Никшић одржавали везу са члановима Комунистичке партије Југославије. Крајем 1936. године су се одржавали општински избори у Зетској бановини, а став руководства КПЈ је био да партијске организације, у оквиру листе Удружене опозиције, истакну своје кандидате или подрже друге опозиционе кандидате. Пошто је велики броја чланова КПЈ био ухапшен, а многе организације разбијене у току провале, помоћ у организовању политичке кампање партијским организацијама пружили су студенти-комунисти са Београдског универзитета, који су били пореклом из Црне Горе. Граховска партијска организација желела је да Сава буде њен кандидат на изборима, али је то било немогуће јер се налазио у бекству, па је избор пао на Николу Миловића, комунисту који се скоро вратио са робије. Сава и Павле су преко чланова КПЈ упутили писмо Николи Ђурковићу, у коме су га позвали да се врати из Македоније, где је службовао и кандидује се на општинским изборима у Рисну. Општински избори у Зетској бановини били су одржани 22. новембра 1936. године и на њима су у Рисну у бококоторском и у Грахову, у никшићком срезу победу однели комунистички кандидати. За председника општине Рисан био је изабран Никола Ђурковић, који је на изборима освојио 386 гласова, док је његов противкандидат Петар Ћеловић из владајуће Југословенске радикалне заједнице имао 379 гласова. За председника општине Грахово био је изабран Илија Миловић, који је са 500 освојених гласова убедљиво победио свог противкандидата Стевана Булајића, који је имао свега 231 глас.
Након вишемесечног одметништва Савин углед код народа је нагло порастао, а посебно међу члановима и симпатизерима Комунистичке партије, па је на Шестој покрајинској конференцији КПЈ за Црну Гору, одржаној 29. и 30. јуна 1937. године у Кучима, био изабран за члана Покрајинског комитета КПЈ за Црну Гору, Боку, Санџак и Косово и Метохију. На челу Покрајинског комитета налазио се Јован Мариновић, али пошто је он одржавао контакт са Петком Милетићем, који се налазио у затвору у Сремској Митровици, и од њега добијао директиве и упутства за рад, дошло је до неслагања у Покрајинском комитету. Током 1938. године, Мариновић је био смењен, а за новог секретара Покрајинског комитета је био изабран Блажо Јовановић. Као „професионални” партијски радник, Сава је активно деловао — међу сељацима, радећи на стварању сељачког задругарства, међу радницима, учествујући у организовању радничких штрајкова, али је највећу пажњу посветио раду на окупљању омладине. Учествовао је у организовању културно-уметничких друштава, као и извођењу приредби на којима су се окупљали сељаци, а посебно омладина. На овим приредбама су се приказивали скечеви који су имали задатак да покажу тешке услове живота сељака, певале су се борбене песме и рецитовали стихови социјалних песника. Сава је јако волео песника Алексу Шантића, па се често рецитовала његова песма „О класје моје”, а често је извођена и представа „Јазавац пред судом”, књижевника Петра Кочића, у којој је једном приликом играо и Сава. Како је КПЈ ширила свој утицај на учитеље, који су радили у селима у околини Грахова, овакве приредбе су биле организоване у основним школама.
Током 1938. године Сава је радио на стварању Радничко сељачке странке, која је била основана маја 1938. и представљала легалан облик рада тада илегалне Комунистичке партије Југославије. Заједно са другим опозиционим првацима, никшићки и граховски комунисти су 11. септембра 1938. године организовали демонстрације против председника Владе Краљевине Југославије Милана Стојадиновића, који је тог дана присуствовао прослави годишњице ослобођења Никшића и отварању железничке пруге Никшић—Билећа. Више хиљада људи из Никшића и читаве околине се окупило и протестовало на железничкој станици, на коју је Стојадиновић дошао возом из Требиња. Сутрадан након демонстрација Сава је био ухапшен, заједно са још шесторицом комуниста из Грахова, али су након неколико дана били пуштени. Након завршетка Шпанског грађанског рата, почетком 1939. године, борци Интернационалних бригада су се нашли у концентрационим логорима у Француској, а међу њима су била и тројица бораца из Грахова — браћа Вељко и Мирко Ковачевић и Лука Вујачић. Како би се што боље организовало слање помоћи заточеним интербригадистима у Француској, комунисти из Грахова су се масовно учлањивала у локалну организацију Црвеног крста, што је резултирало преузимањем Управе ове организације од стране комуниста. Поред овога, у Грахову је била организована и организација „Сељачка самопомоћ”, која је набављала разне животне и пољопривредне потрепштине и продавала их сељацима испод тржишне цене, чиме је био оснажен утицај КПЈ на село. Јула 1939. године на падинама Орјена био је организован велики антифашистички скуп омладине из Грахова, Кривошија, Зубаца, Конавала, Херцег Новог и суседних делова Херцеговине.
Као члан Покрајинског комитета, Сава је одржавао везе са партијским руководствима у Боки Которској, Никшићу и Требињу, а често је обилазио сеоске партијске ћелије. Чланови комунистичке омладинске организације у Требињу успели су да се повежу са неколико омладинаца који су похађали Подофицирску школу у овом граду. Сава се убрзо повезао са њима и посећивао их, представљајући се као отац једног од полазника. Убрзо након тога у Подофицирској школи је био формиран актив КПЈ, који је био повезан са партијском организацијом у Требињу. Један од полазника имао је оца који је радио у логору у Билећи, који су власти Краљевине Југославије организовале јануара 1940. године ради изоловања политичких затвореника, углавном комуниста и антифашиста. Преко њега су Сава и други комунисти добијали информације о стању у логору, а понекад им је преносио и партијску пошту. Априла 1940. године Покрајински комитет КПЈ за Црну Гору је донео погрешну одлуку и повео кампању против мобилизације резервиста на војну вежбу. Тим поводом Сава је у Грахову 8. маја одржао говор оштро нападајући политику Владе Цветковић—Мачек од пореза и скупоће до мобилисања инокосних сељака. Жандарми нису успели да га спрече у држању говора, али су га ухапсили одмах потом. Истрага у никшићком затвору трајала је 20 дана, након чега је Сава са другим ухапшеним комунистима, међу којима је био и његов рођак Павле Ковачевић, пребачен у затвор у Старој Кањижи. Јула 1940. године пред Државним судом за заштиту државе Сава је признао да је држао говор, али је оспорио да је резервисте позивао да се врате кућама, па је услед недостатка доказа био пуштен.
Почетком 1941. године Месни комитет КПЈ за Грахово имао је десет партијских ћелија, са око 80 чланова и кандидата за чланове. Месни комитет је имао 11 чланова, а у Бироу Месног комитета је било пет чланова. Организација Савеза комунистичке омладине Југославије (СКОЈ), је била такође састављена од 10 ћелија и имала је 66 чланова, док је симпатизера КПЈ и СКОЈ-а, са којима је партија систематски радила, било око 70. За чланове КПЈ и СКОЈ били су одржавани посебни идејно-политички курсеви, као и курс општег образовања. Био је организован масовни културни рад, пре свега преко читаоница и културно-уметничких друштава и певачких секција. Постојало је певачко друштво „Светозар Марковић”, које је 1922. године организовао Савин брат Никола Ковачевић, као и два спортска друштва. Сва политичка активност у Грахову била је у великој мери могућа јер су власт у граховској општини имали комунисти на челу са илијом Миловићем, а од 9 чланова Општинског одбора тројица су били чланови КПЈ, док су остали били симпатизери.

### Припреме за устанак
Почетком 1941. године када је Влада Цветковић—Мачек све више приближавала Краљевину Југославију и припремала њено формално ступање у Тројни пакт, Сава Ковачевић је у Грахову и околини народу говорио о „издајничком” раду Владе, указујући на опасност од фашистичке агресије. Сава је заступао ставове КПЈ, која је у овом периоду позивала на борбу за одбрану земље и стварање савеза са Совјетским Савезом, као и збијање радничко—сељачких маса у редове Народног фронта. Након војног пуча од 27. марта 1941. године, у коме је група официра Југословенске војске збацила Владу и кнеза-намесника Павла Карађорђевића, а на престо довела малолетног Петра II Карађорђевића, граховска партијска организација је организовала политички збор подршке пучу, који је прерастао у масовну манифестацију. Након војног пуча, отпочела је мобилизација, али Сава као познати комуниста није добио позив. Заједно са групом од око стотину немобилисаних младића из околине Грахова, Сава се спремао да пође на Цетиње, где би тражили да буду распоређени у војне јединице. Како би га спречили да оде на Цетиње, жандарми су му послали позив да се јави у јединицу, а када је дошао у Грахово они су га ухапсили. Плашећи се да ће жандарми искористити новонастало ратно стање у држави и убити Саву, група комуниста из Грахова, предвођена председником општине Илијом Миловићем, окупила се испред жандармеријске станице тражећи да Сава буде ослобођен. Плашећи се велике масе света жандарми су ослободили Саву, који је одмах по пуштању на слободу одржао борбени говор окупљенима.
Брзи слом и капитулација Југословенске војске, половином априла 1941. године захватио је и Грахово, па су сву власт у граховској општини преузели комунисти. Они су упали у жандармеријске станице и зграде финансијске контроле у Грахову и Вилусима и разоружали жандарме и финансе. Тада је спаљена сва жандармеријска и општинска архива, као и сва документа других установа која би послужила окупатору. Уместо старе општинске управе је био изабран Одбор народне помоћи, на чијем је челу био Павле Ковачевић. У току маја 1941. партијску организацију у Грахову су посетили Радоје Дакић, члан Покрајинског комитета КПЈ за Црну Гору, Боку и Санџак и Милинко Ђуровић, инструктор Покрајинског комитета за никшићки и шавнички срез. Они су одржали састанак са Савом, Павлом и Војом Ковачевићем и Савом Вујачићем и упознали их са закључцима Мајског саветовања ЦК КПЈ, као и закључцима Покрајинског комитета о формирању војних комитета који ће руководити припремом оружане борбе. Тада је при Месном комитету КПЈ за Грахово био формиран Војни комитет, на чијем се челу налазио Сава Ковачевић. Овај комитет је одмах спровео широку акцију на сакупљању и складиштењу напуштеног наоружања и војне опреме. Прикупљено наоружање је ноћу одношено у неколико тајних склоништа у Крњој Јели, на Јабуковцу и на Граховцу, а појединци су га склањали код својих кућа. Такође, приступљено је формирању ударних група, које су убрзо биле формиране у свим селима граховске општине. Била је организована и обука млађих бораца, која се одвијала илегално и њоме је руководио Сава Ковачевић. Он је младиће, који нису служили војску, учио расклапању и склапању пушке, нишањењу и окидању, руковању бомбом, узимањем заклона и слично. Тек крајем маја 1941. године, италијанске окупационе трупе из Никшића су дошле у Грахово и Вилусе, где су формирале карабињерске станице и на тај начин успоставиле окупациону власт.
Почетком јуна 1941. године у Загори је била одржана конференција свих чланова КПЈ са подручја Грахова на којој су Сава и Павле Ковачевић говорили о политичкој ситуацији и присутне упознали са директивама за припрему устанка. Након овога су биле одржаване конференције и зборови по селима, а био је организован и шири састанак са представницима свих села и већих братстава, након чега је у Војни комитет било укључено неколико официра и подофицира бивше Југословенске војске. Након масовних злочина усташа над српским становништвом у источној Херцеговини, а посебно у селима у околини Требиња, почетком јуна српски народ из Ластве и Зубаца је напустио своја села и склонио се у планине, па се на Беговим коритима створио велики збег. Како су на овом терену постојале партијске организације, које су биле у контакту са месним комитетом из Грахова, убрзо је овај збег био војнички организован. У организовању осматрачница, чији је задатак био да мотре на евентуални долазак усташа, посебно су се ангажовали сељаци из граховских пограничних села – Нудола, Заслапа и Долова. Како би уништио збег, један батаљон усташке војнице је ноћу 20/21. јуна изненада напао његову стражу. Након добијања вести о усташком нападу, Месни комитет за Грахово је као помоћ збегу упутио једну наоружану групу предвођену Савом Ковачевићем и Илијом Миловићем. Он је уз помоћ групе младића из Ластве пружио усташама одлучан отпор, након чега су се усташе морале повући. Сава је након тога одржао састанак са члановима КПЈ из Ластве и реорганизовао сеоске страже.

### Тринаестојулски устанак
Након вести о нападу Трећег рајха на Совјетски Савез, 22. јун 1941. године, истог дана у кући Јована Ковачевића Брђа се окупила група чланова КПЈ, међу којима су били Павле и Сава Ковачевић. Они су тада били велики оптимисти у погледу војне моћи совјетске Црвене армије и предвиђали су брзу и сигурну победу над фашизмом. Након тога је био одржан састанак Месног комитета КПЈ за Грахово, на коме је донета одлука да се отпочне са широком политичком припремом народа за устанак, а да Војни комитет појача рад на обуци омладине. Такође, тада је донета одлука да сви чланови КПЈ пређу у илегалност, као и да сви који су у могућности напусте Грахово и пређу на рад у околна села. Неколико дана касније 8. јула 1941. у Стијени Пиперској, код Подгорице, у присуству делегата ЦК КПЈ Милована Ђиласа је био одржан састанак Покрајинског комитета КПЈ за Црну Гору, Боку и Санџак, на коме су члановим ПК били упознати са директивом ЦК КПЈ од 4. јула и на коме је донета одлука да се одмах отпочну оружане акције и да постојеће ударне групе ступе у дејство против италијанских окупатора. После овог састанка, члан Покрајинског комитета и секретар Окружног комитета КПЈ за Никшић Крсто Попивода је у Риђанима 13. јула 1941. одржао састанак са групом комуниста, међу којима је био Сава Ковачевић, и пренео им директиву о оружаном устанку. Сава је тада добио задужење да ову директиву пренесе граховској, бањској и вучедолској партијској организацији, Месном комитету КПЈ за Херцег Нови, као и партијским руководиоцима из требињског среза. Такође, Сава је био одређен да на ширем подручју руководи оружаном борбом. Након повратка у Грахово, он је на Бојањем брду 16. јула одржао партијско саветовање, коме су између осталог присуствовали Никола Ђуровић, Саво Илић, Владо Шегрт, Радован Шакотић и др. Поред преношења директиве Централног и Покрајинског комитета, Сава је захтевао да се одмах почне са оружаном борбом, која ће у почетку имати карактер мањих акција и постепено ће прерасту у општенародни устанак.
У току припрема за устанак, Војни комитет за Грахово, на чијем се челу налазио Сава Ковачевић, формирао је шест ударних чета које су имало од 30 до 40 бораца. Ове чете су имале командире, а Сава је обједињавао команду над свим четама. Сутрадан након састанка на Бојањем брду, устаничке чете из Грахова су покидале све телефонско-телеграфске линије и порушиле мост у Стрекавици, као и путеве на више места чиме су прекинули комуникацију од Грахова према Рисну, Никшићу и Ластви, као и комуникацију између Вилуса и Билеће. Такође, био је прекинут и железнички саобраћај на прузи Никшић—Билећа. На овај начин карабињерске станице у Грахову и Вилусима су биле блокиране и одсечене од других италијанских гарнизона. Истог дана дошло је и до првог сукоба устаничких чета из Граховског среза са карабињерима под брдом Дервишом. Сматрајући да је расположење народа повољно за борбу, Војни комитет је почео да разматра могућност напада на карабињерске посаде у Грахову. Ове планове на кратко је омела директива Покрајинског комитета, да јединице остану мобилне, али да се не покреће општи устанак, која је убрзо повучена. Напад на Грахово отпочео је у зору 22. јула и у њему су учествовале Горњопољска, Барска и Загорско—јабучка устаничка чета, као и Нудолски вод из Нудолско—заслапске чете, а нападом је руководио Сава Ковачевић. Још раније, у очекивању напада, Италијани су се повукли из жандармеријске касарне у зграду основне школе, која им је пружала више сигурности и повољније услове за одбрану, јер се налазила на брисаном простору. Пошто пушчана ватра није Италијанима нанела никакве губитке, а бомбаши се нису могли употребити, Сава је одлучио да у овој борби употреби топ „М 1916 Пито”, који је остао након капитулације Југословенске војске. Након што је из Кривошија, где је био склоњен, 24. јула донет партизански топ из њега је опаљено неколико хитаца на зграду школе. Од ових граната погинула су четворица, а рањена су седморица карабињера, након чега се италијанска посада предала. Овом приликом заплењена је већа количина наоружања, муниције и друге војне опреме, а заробљено је 57 непријатељских војника, којима је Сава одржао говор, након чега су у две групе упућени ка Дубровнику и Требињу.
Ослобођење Грахова повољно се одразило на становништво, које је масовно почело да приступа устаничким четама, а следећи циљ устаника било је уништење окупаторске посаде у Вилусима. У међувремену је у Црној Гори укинут цивилни комесаријат, а сва власт је предата генералу Пирцију Биролију који је ангажовањем снага из Албаније покренуо офанзиву против устаничких снага на правцима Подгорица—Никшић и Подгорица—Цетиње. Војни комитет је у оваквој ситуацији Барску чету упутио у Кривошије, ради обезбеђења од непријатељског напада из правца Боке которске, док су се остале чете концентрисале око Вилуса. Трећег дана опсаде, 28. јула, јаке италијанске снаге су успеле да уђу у блокирани Никшић и крену у помоћ гарнизону у Вилусима, а то су истовремено учиниле и јединице из Рисна. Тада је дошло и до првих сукоба међу устаничким снагама, јер су неки у страху од италијанске одмазде сматрали да борбу треба обуставити. Месни и Војни комитет су 31. јула, због немогућности да окупатору пруже отпор, донели одлуку да се устаничке чете распусте и борци врате кућама, а да се од чланова КПЈ и СКОЈ, као и истакнутијих бораца створе герилске групе, које ће се повући у Бијелу гору. Због урушених путева на ионако тешко прометном терену, италијанска моторизована из Никшића је тек 2. августа ушла у Вилусе, а колона из Рисна је истог дана ушла у Грахово. Успут су палили куће, пљачкали и хапсили становништво, које је потом узимано за таоце. Биле су спроведене репресивне мере и захтевано је од становништва да преда оружје и открије имена организатора устанка. У терору су се посебно истакле окупаторске јединице у Грахову, које су се светиле за пораз и губитке током устанка.

### Народноослободилачки рат
У јесен 1941. године Главни штаб НОП одреда за Црну Гору и Боку га је именовао за команданта Никшићког партизанског одреда, који је убрзо нарастао на десет батаљона. У јесен 1941. и зиму 1941/1942. године, јединице одреда су извеле низ успешних акција на територији Никшића, Грахова, Вилуса, Црквица и Херцег Новог. Никшићки партизански одред је тада разбио неколико италијанских колона, заробио неколико стотина војника, запленио тенкове, топове, камионе и друго наоружање и опрему. Снагама Никшићког и Дурмиторског партизанског одреда ослобођена је велика територија од Таре и Пиве до Бококоторског залива, осим блокираног Никшића и градова у Боки. Нарочито тешке, вишемесечне борбе, уз велике непријатељске губитке, вођене су на сектору Драгаљ–Црквице–Херцег Нови.
Истовремено са развојем устанка у Црној Гори, Сава је војно-политички рад својих јединица усмерио и у источну Херцеговину и према Дубровнику. Јануара 1942. године формиран је Оперативни штаб за Херцеговину, на чијем се челу налазио Сава и који је имао задатак да координира борбе црногорских и херцеговачких јединица. Тада су се под његовом командом нашле снаге јачине око 20 батаљона, које су деловале на простору од Острога до Дубровника и од Боке до Гацка. Делови одреда су били ангажовани и у борби с четницима на подручју Колашина и у Катунској нахији. Савa је, фебруара 1942. учествовао на Острошкој скупштини црногорских и бокељских родољуба, у манастиру Острог, у априлу је именован за члана Главног штаба НОП одреда Црне Горе и Боке, а маја исте године изабран је за члана Врховног штаба НОП и ДВЈ.
У току Треће непријатељске офанзиве, јединице Никшићког партизанског одреда водиле су изузетно тешке борбе око Никшића и Грахова, у Боки и у Пиви. Априлу 1942, у борбама у Жупи никшићкој тешко су поражене јаке четничке снаге под командом Баја Станишића — то је био први тежи пораз четника у Црној Гори. Нове поразе одред им је нанео у борбама на правцу Никшић–Пива. Поред руковођења одредом, као заменик команданта Главног штаба руководио је повлачењем Ловћенског партизанског одреда правцем Трешњево–Грахово–Бањани–Пива, као и Зетским партизанским одредом, око Никшића и у Пиви.
Када је 12. јуна 1942. године формирана Пета пролетерска црногорска ударна бригада, Сава је постао њен први командант. Бригада је најпре била главна заштитница у борбама на тромеђи Црне Горе, Босне и Херцеговине, а потом је са ширег простора Зеленгоре штитила поход Групе пролетерских бригада у западну Босну и осигуравала збег народа и болницу. Од 22. јула до 2. августа, заједно с Херцеговачким партизанским одредом, Драгачевско-челебићким батаљоном, болницом и збегом, Пета бригада је извела пробој од Дрине до Прозора. У централној и западној Босни бригада је, од августа 1942. до јануара 1943. године, водила борбе око Прозора, Травника, Јајца и др.
У току Четврте непријатељске офанзиве, Савина бригада је учествовала у борби за Прозор, борби с тенковима у Острошцу, нападу на Коњиц, одбрани у долини Неретве, која је имала велики значај за спас рањеника и општи успех у бици на Неретви. После преласка Неретве, бригада је водила тешке борбе на левој обали Неретве, за ослобођење и одбрану Невесиња, на Планој, Јаворку и Биочу. Сава је командовао бригадом у оштрим борбама на правцу Никшић–Шавник, на Комарници и на Дурмитору, што је успорило надирање вишеструко јачих немачко-италијанских снага у Петој офанзиви. Маја 1943. године, када су уведени први официрски чинови у НОВЈ, Никола је добио чин пуковника.
У најтежем периоду Пете непријатељске офанзиве, јуна 1943. године, Сава је постављен за команданта Треће ударне дивизије. Дивизији је тада пао најтежи задатак — да буде заштитница Главне оперативне групе, да штити Централну болницу и изврши пробој из окружења. У десетодневним борбама под Савином командом, дивизија се борила с непријатељем који је био готово двадесет пута бројнији, и учинила све да спасе рањенике и изврши друге задатке. Чињени су покушаји да се нађе погодна могућност за пробој. У тешким борбама 11. и 12. јуна на Вучеву, под Маглићем, код Боровна, на десној обали река Сутјеске, одбијени су снажни удари непријатеља, спашена болница и направљен покушај да се на левој обали Сутјеске образује мостобран. Дана 13. јуна, главне снаге дивизије су пошле у општи напад на левој обали Сутјеске — дивизија је успела да потисне непријатеља, али не и да сломи његов отпор на Кошуру, падинама Озрена, Ластве, Казана. У најкритичнијем тренутку, Сава је одлучио да се новим јуришем изврши пробој — с Пратећом четом и групом курира избио је у први стрељачки строј, заповедио јуриш, и пуцајући из пушкомитраљеза, пошао напред и пао покошен непријатељевим рафалима.

## Народни херој Југославије
Одлуком Врховног штаба НОВ и ПОЈ, 6. јула 1943. године, проглашен је за народног хероја Југославије, међу првим борцима НОВ и ПОЈ. Одлуком Президијума Врховног совјета Совјетског Савеза одликован је Орденом Кутузова. У „Билтену Врховног штаба“ бр 29–31 о проглашењу Саве Ковачевића за народног хероја пише:
На основу рјешења Врховног штаба даје се назив народног хероја другу Сави Ковачевићу, команданту V црногорске НОУ бригаде, који је погинуо јуначком смрћу јуна мјесеца 1943 г., код Врбнице јуришајући на челу својих бораца на непријатељске бункере при пробијању непријатељског обруча. Слава великом црногорском јунаку другу Сави Ковачевићу!
У току Народноослободилачке борбе — 13. јуна 1943, заједно са Савом, погинули су његов отац Благоје (1867—1943), брат Јанко (1903—1943) и братић Драган (1928—1943), који је био Савин курир. Савин рођени брат Никола (1890—1964) био је познати револуционар, а његов син Митар (1916—1979) такође је проглашен за народног хероја.
По њему је названа ОШ „Сава Ковачевић” Михајловац.

### Што то хучи Сутјеска
Скраја Босне и мора, зна га земља сва
свуд се славом прочуо командант Сава.
Водио је бригаде преко поља, гора,
разгонио је банде мрских злотвора.
Хеј-хај, хеј-хај командант Сава.
Хучи, тече Сутјеска, плива крв по њој,
дивизија Савина бије љути бој.

Херојство и погибија Саве Ковачевића опевано је у многим песмама, од којих је најпознатија Што то хучи Сутјеска, позната и као Командант Сава. Ова песма настала је још у току Народноослободилачког рата, октобра 1943. године. У Главни штаб НОВ и ПО Црне Горе, који се налазио у Горњем Пољу, код Никшића, тада су дошла двојица Руса — Љев и Николај, бивши официри Црвене армије. Током боравка у Главном штабу, они су певали руске револуционарне песме, међу којима По долинама и горама (рус. По долинам и по взгорьям) и Песму о Шчорсу 
(рус. Песня о Щорсе). Песма о црвеном командиру Николају Шчорсу (1895—1919), посебно се свидела Пуниши Перовићу, књижевнику и руководиоцу Агитпропа Покрајинског комитета КПЈ за Црну Гору и Боку. Желећи још раније да овековечи херојство Саве Ковачевића, са којим се упознао 1941. у Ластви, а касније са њим сарађивао у Петој пролетерској бригади, Пуниша је на мелодију ове песме написао речи. Једна културно-просветна омладинска група је песму одмах увежбала и почела да је изводи на скуповима пред војним јединицама, па је песма брзо постала популарна. Иако је Перовић песму објавио у листу Народна борба, који је излазио у ослобођеном Колашину, она је због велике популарности третирана као народна песма.
Након рата, мелодију песме су обрађивали познати југословенски композитори Оскар Данон, Крешимир Барановић, Никола Херцигоња и др. Великој популарности песме допринели су извођачи Мирослав Чангаловић и Нена Ивошевић. Верзија песме коју је отпевала Нена Ивошевић, под називом Командант Сава, снимљена је 1973. поводом тридесетогодишњице битке на Сутјесци.

## Галерија
- Сава Ковачевић, 1942.
- Сава и Војин Поповић, 1942.
- Сава на сахрани Петра Ћетковића, 1943.
- Сава Ковачевић и Веселин Маслеша, 1943.
- Табла у бившој Улици Саве Ковачевића (сада Милешевска) у Београду
- Споменик у Савином Селу, код Врбаса
- Споменик Драгану Ковачевићу, Савином сестрићу и куриру
- Спомен-музеј на Сутјесци
- Љуба Тадић у улози Саве Ковачевића у филму Сутјеска из 1973.
- Немачки пиштољ Luger P 08 Parabellum 9 mm какав је користио Сава Ковачевић
- Партизанска споменица 1941.
- Орден народног хероја
- Орден Кутузова првог реда

## Видите још
- Митар Ковачевић
- Драган Ковачевић
- Никола Ковачевић
- Сава Ковачевић (Земун)